# Bernard Pivot
Bernard Pivot (Lyon, 5 mei 1935 – Neuilly-sur-Seine, 6 mei 2024) was een Frans journalist. Hij was interviewer en presentator van Franse culturele televisieprogramma's. Pivot was lid van de Académie Goncourt. In 2000 won hij de Prix de la langue française.
Pivot overleed 6 mei 2024 op 89-jarige leeftijd.
- Bibsys: 90650053
- Biblioteca Nacional de España: XX1161638
- Bibliothèque nationale de France: cb11919960k (data)
- CiNii: DA03501997
- Gemeinsame Normdatei: 118916645
- International Standard Name Identifier: 0000 0001 1698 5893
- Library of Congress Control Number: n81109174
- Bibliotheek van het Japanse parlement: 00473129
- Nationale Bibliotheek van Tsjechië: mub2017954268
- Nationale bibliotheek van Australië: 35818403
- Nationale Bibliotheek van Israël: 987007279820005171
- Nationale Bibliotheek van Polen: a0000003603403
- Nederlandse Thesaurus van Auteursnamen: 073452068
- Réseau des bibliothèques de Suisse occidentale: 02-A003698118
- SNAC: w6wx4xct
- Système universitaire de documentation: 027075575
- Trove: 1101646
- Virtual International Authority File: 110457668
- WorldCat: E39PBJqw7Hk6rPj7MxyyWjfH4q